# توگانه، چیبا
توگانه، چیبا از شهرهای استان چیبا ژاپن است که جمعیت آن در ۱ ژانویه ۲۰۰۸۶۱٬۵۹۱ نفر بوده‌است.